# Benelli Armi
Benelli Armi S.p.A. — итальянская компания, производящая огнестрельное оружие. Основана в 1967 году, располагается в городе Урбино. Известна как производитель высококачественных винтовок и дробовиков, используемых вооруженными силами, полицией и гражданскими владельцами по всему миру. С 2000 года принадлежит компании Beretta.

## Ружья

### Дробовики
- M1 Super 90 (калибры: 12—20)
- M2 Super 90 (калибры: 12—20)
- M3 Super 90 (калибры: 12—20)
- M4 Super 90 (12-й калибр)
- Nova (12-й калибр)
- Supernova (12-й калибр)
- Super Black Eagle
- Super Black Eagle II)[2]

### Самозарядные ружья
- Raffaello (12-й калибр)
- Raffaello CrioComfort (калибры: 12—20)
- Vinci
- Raffaello Crio 28 (28-калибр)

## Винтовки
- Benelli Argo (Варианты: Benelli Argo Comfortech, Benelli Argo EL, Benelli Argo Special, Benelli Argo Deluxe)
- Benelli MR-1
- Benelli R-1

## Целевые пистолеты
- Benelli MP90S калибра .22
- Benelli MP90S калибра .32
- Benelli MP95E калибра .22
- Benelli MP95E калибра .32

## Пистолеты
- Benelli B76

## Пневматические пистолеты
- Benelli Kite (Вариант: Benelli Kite Young)

## Пистолеты-пулемёты
- Benelli CB M2